# Kashkaval
O Kashkaval ou cascaval derivado do italiano Caciocavallo (romeno: cașcaval; búlgaro e macedônio: кашкавал; turco: kaşkaval; sérvio: качкаваљ ou kačkavalj) é um tipo de queijo amarelo, feito de leite de ovelha. Entretanto, na Bulgária, Macedônia do Norte, Romênia e Sérvia, o termo é usado para todos os queijos amarelos, sendo a tradução de Kashkaval "queijo amarelo", ao contrário de Sirene que significa "queijo branco". O gosto do Kashkaval é comparado ao Cheddar inglês.
Na Síria e Líbano este tipo de queijo é também chamado de kashkawan (em árabe: قشقوان). Muito popular e geralmente importado de países como a Bulgária. e geralmente usado como cobertura do "manakish", prato típico da região.